# ملانی، کوئینزلند
ملانی (به انگلیسی: Maleny) یک شهرک در استرالیا است که در کوئینزلند واقع شده‌است.